# Попов, Алексей Григорьевич
Алексей Григорьевич Попов (14 мая 1763, на Дону — 9 января 1844) — писатель, первый директор гимназии в Новочеркасске. Награждён орденом Святого Владимира IV степени.

## Жизнь и творчество
Родился 14 мая 1763 года на Дону. Отец его — Григорий Никитич Попов был полковым есаулом. В войсковой канцелярии учился письмоводству. В 1775 году поступил в Императорский Московский университет, в котором учился семь лет и закончил в 1782 году. В университете Попов изучал: закон Божий, арифметику, алгебру, геометрию, тригонометрию, славянский, латинский, немецкий и французский языки, фортификацию и артиллерию, грамматику, рисование, фехтование, танцы. После окончания института вернулся домой, на Дон, работал землемером. Затем Алексей Григорьевич уезжает в Петербург для письмоводства к члену войскового гражданского правительства генералу Мартынову. За службу был удостоен саблей в серебряной оправе с надписью: «Божией милостью Мы, Императрица Екатерина II, Самодержица всероссийская и пр., и пр., пожаловали Мы сею саблю Войска Донского полкового есаула Алексея Попова за его верные службы в Санкт-Петербурге. 1785 года марта 15 дня».
В должности землемера Алексей Попов пробыл до 1797 года и за службу в 1799 году был произведён в подполковники, он участвовал в походах против турок и черкесов на Кубани в 1788—1789 годах, служил в армии князя Потёмкина Таврического — против турок в Бессарабии, Молдавии, Валахии.
С октября 1797 года до января 1799 года работал директором Главного донского народного училища в Черкасске.
Алексей Григорьевич Попов был знаком с атаманом М. И. Платовым, который предложил ему в декабре 1801 года работать директором учебных заведений в Войске Донском и возглавить Главное народное училище, которое позже было преобразовано в гимназию.
В Войске Донском Попов открывает: четыре уездных полных училищ, два уездных с первым только классом и четыре приходских. До отставки А. Г. Попова на 1 января 1824 года было 12 учебных заведений с 32 учителями и 837 учениками.
Более пятнадцати лет Попов работал директором войсковой мужской гимназии в Новочеркасске, на эту должность назначен в 1809 году.
Алексей Григорьевич был одним из первым на Дону создателем Истории Войска Донского. В 1814 году была опубликована его первая часть книги «История о Донском Войске», вторая — в 1816 году. Труд Попова «История о Донском Войске» заключает в себе около 500 страниц и заканчивается (1708 годом) описанием бунта Кондратия Булавина и посвящён атаману Матвею Ивановичу Платову. Алексей Григорьевич является автором стихотворной надписи на триумфальной арке в Новочеркасске. В 1802 году написал книгу «Лилия».
В 1824 году уходит в отставку, занимался сельским хозяйством. Алексей Григорьевич Попов награждён орденом Святого Владимира IV степени.
Скончался 9 января 1844 года.

## Награды
- Орден Святого Владимира IV степени

## Труды
- Попов А. Войсковой круг в Войске Донском//Северная пчела. 1845. № 267—269.

- Попов А. История возмещения Стеньки Разина//Русская беседа. 1857. Кн. 5. С. 47—104; Кн. 6. С. 19—90.

- Попов А. История возмещения Стеньки Разина. М., 1857. 263 с.

- Попов А. История Новочеркасского духовного училища//Донские епархиальные ведомости. 1897. № 3. С. 57—63, № 5. С. 116—125; 1898. № 3. С. 61—64; 1899. № 2. С. 44—46, № 5. С. 108—111, № 8. С. 171—174, № 14. С. 324—327.

- Попов А. История Новочеркасского Духовного училища Донской епархии. Новочеркасск: Дон. тип., 1897. 66 с.

- Попов А. История о Донском войске,/сочиненная Директором Училищ в войске Донском, Коллежским Советником и кавалером Алексеем Поповым 1812 года в Новочеркасске. Харьков: Университетская тип., 1814—1816.

- Попов А. Управление в Войске Донском и его атаманы с 1737 г. // Донские областные ведомости. 1854. №19, 22—24.